# Донецький краєзнавчий музей
Донецький обласний краєзнавчий музей — краєзнавчий музей Донецької області, один з найстаріших і найбільших музеїв в Україні. У серпні 2014 р. зазнав значних руйнувань внаслідок обстрілу проросійськими бойовиками. Музей було евакуйовано на підконтрольну українській владі територію. Нині основна увага приділяється налагодженню науково-дослідної, науково-фондової, методичної роботи та роботі з охорони пам'яток археології, історії та культури.
Адреса: 84313, м. Краматорськ, вул. Академічна, 60 (юридична). Фактична адреса: вул. Академічна, 84.

## Колекція
В його колекції — експонати з історії краю, зразки етнографічних та природних пам'яток.
Представлені фотографії і документи з історії металургійних та гірничих підприємств краю, зокрема колекції з історії Юзівського металургійного заводу, культові речі, зброя XVIII–XIX ст., рідкісні книжки, значна колекція предметів побуту, пам'яток духовної культури етнічних спільнот нашого краю. Знахідки епохи міді, бронзи, скіфсько-сарматської культури, племен зрубної та катакомбної культур.
Археологічні експедиції 90-х років відкрили для музею новий спектр експозиційних матеріалів, які до того не були відомі на території краю: керамічні козацькі люльки, кремені, кресала, деталі одягу, дитячі іграшки, жіночі і чоловічі прикраси, скляні вироби — фрагменти пляшок, чарок та віконець круглої форми, керамічний посуд та кахлі, що використовувались для облицювання грубок.
Визначною є колекція палеонтології: останки викопних тварин: мамонта, вовнистого (шерстистого) носорога, бізонів, відбитки викопних рослин, зразки стовбурів кам'яних дерев; пам'ятки світового значення — Амвросіївської стоянки первісної людини та місця загінного полювання, первісні знаряддя праці, прикраси з пам'ятки доби енеоліту — Маріупольського могильника: посуд, прикраси, фрагменти зброї з курганних поховань доби бронзи, заліза, матеріали стародавніх поселень зрубної культури, скіфські пам'ятки — посуд, прикраси, наконечники стріл з кургану «Двогорба могила», поховання половецької епохи з с. Ново-Іванівка Амвросіївського району та ін.
До унікальних належать матеріали козацької доби поселення «Козацька пристань», серед них: іконки, хрести, прикраси, предмети побуту, зброї козацької доби, культові речі — напрестольний хрест та Євангеліє XVIII ст., одяг священиків (фелоні, саккоси) XVIII ст., оклади ікон, плащаниці, воздухи XVII—XVIII — поч. XIX ст. Рідкісні — колекція грецьких тканин: одяг жіночий, головні убори — періфтари, настінні прикраси (тохми), металеві вироби — жіночі грецькі та українські прикраси, грецькі вотиви-амулети. Колекція книг — географічний та ботанічний атласи XVII ст., богослужебні книги XVII—XVIII ст., в тому числі грецькою мовою, фрагменти бібліотеки Олександрівської гімназії м. Маріуполя — література XVIII—XIX ст. з природи, історії.
В музеї зберігаються меморіальні речі видатних діячів науки, культури, держави, таких як: В. В. Берві-Флеровський, А. І. Куїнджі, В. І. Немирович-Данченко, С. С. Прокоф'єв, М. С. Хрущов, книги, книготека Г. Берегового, Л. Кизима, щоденник Д. І. Менделєєва та ін.
До «золотого» фонду належать предмети з дорогоцінних металів — гривні, колти, браслети, бляшки; нумізматика, ордени та медалі, предмети культу — хрести, оклади ікон; побуту — прикраси, вотиви-амулети, металеві паски.
Сьогодні одним із першочергових завдань музею є вивчення реалій історії краю, складних етнічних процесів, пов'язаних з формуванням сучасного населення Донеччини, його культури та традицій.
Для цього в музеї розроблено комплексну археолого-етнографічну програму, спрямовану на вивчення основних етнічних груп регіону.

## Наукові контакти
Наукові дослідження музей проводить у контакті з іншими науковими установами та організаціями області, України, Росії: Інститутом археології, Кримським відділенням Інституту сходознавства НАН України, Інститутом історії матеріальної культури російської Академії наук, Донецьким національним університетом та ін.

## Історія
Місто Сталіно свого музею не мало аж до 1924 року. Архівні документи свідчать, що Донецький губернський відділ народної освіти в плані роботи на 1924—1925 роки тільки ставить за мету створення музею в цьому місті. Наприкінці 1924 р. завдяки ініціаторам-ентузіастам — викладачу географії робітничого факультету Сталінського гірничого технікуму О. О. Ольшанченку, студентам, робітникам металургійного заводу, місцевим колекціонерам, які передали колекції мінералів, нумізматичні колекції, документи дорадянського періоду, була покладена основа музею у м. Сталіно. Музей отримав хоч і непристосоване, а все ж таки приміщення на другому поверсі кінотеатру «Колізей».
У 1926 р. саме так — на громадських засадах — директором музею призначають М. М. Гранберга, який одночасно обіймав посаду заступника завідувача Сталінського відділу окружної політосвіти. Відтоді ж музей почав приймати перших відвідувачів. Не маючи постійного штату, він працював тільки у неділю з 10-ї до 16-ї години, а вхід був безкоштовний.
Відсутність офіційно затвердженого штатного розпису, регулярного фінансування ставали головними чинниками, що перешкоджали розгортанню музею. 1926 року керівництво Сталінської інспектури народної освіти декілька разів зверталося до НКО УСРР з проханням виділити кошти на утримання місцевого музею, які виділялися так само епізодично.
Невтішне становище з формуванням Сталінського окружного музею досягло свого апогею в 1927 році, коли інспекторська нарада управління політосвіти розглянула наслідки Сталінського окружного з'їзду політосвітніх працівників села. На цій нараді була відзначена кволість краєзнавчої роботи в Сталінській окрузі через брак освічених кадрів та відсутність окружного музею, який міг би очолити таку роботу. Керівництво Управління науковими установами НКО УСРР, а саме завідувач музейно-бібліотечної секції В. В. Дубровський, зазначив, що відсутність окружного музею є кричущою прогалиною в культурному будівництві і перешкоджає охороні пам'яток та нормальному розвитку краєзнавства в окрузі. Було складено клопотання перед Сталінським окружним виконавчим комітетом про організацію в м. Сталіно окружного музею та взяття його на утримання місцевого бюджету.
У 1928 році Сталінський окружний музей краєзнавства розміщувався в кімнатах Будинку культури, штатних одиниць мав лише одну — директора, але було ще 8 позаштатних працівників. Протягом 1927—1928 звітного року музей працював для відвідувачів лише 58 днів, по 18 годин на тиждень. Проте за цей період його відвідало 4509 осіб, було проведено 94 екскурсії. Фонди налічували 6072 експонати, 2349 одиниць з яких надійшло до музею в 1927—1928 звітному році. Майже половина з них була задіяна в експозиції. Новостворений музейний заклад мав невелику бібліотеку, яка складалася зі 150 книжок. За цей період музей не займався науково-дослідницькою роботою, проводилася лише науково-технічна — інвентаризація, каталогізація, консервація, реставрація (було відреставровано 7 картин). Здійснювалося наукове обслуговування шкіл, установ, проведено 5 позамузейних екскурсій та 7 лекцій, на яких були присутні 1982 відвідувачі. Фінансування музею традиційно залишалося мізерним. Кошти на його утримання виділялися з місцевого бюджету — 3389 карб. на рік, з яких 1878,60 карб. — заробітна плата, господарські витрати — 393 карб., ремонт — 226 карб., наукові та операційні витрати — 1140 карб. Наукова робота та бажане поповнення бібліотеки не фінансувалися зовсім.
Прогалини в пам'яткоохоронній діяльності музею спонукали центральні органи влади здійснювати прямі спроби втручання в цю сферу. Музейна секція Упрнауки НКО УСРР була схвильована станом збереження археологічних пам'яток, які виявлялися під час розробок корисних копалин. На це занепокоєння фахівців керівництво Донецького державного тресту «Донвугілля» запевняло, що в разі виявлення на місцях розробок старовинних речей буде вжито заходів щодо їх охорони, та зобов'язувалося одразу ж повідомляти Наркомат освіти. Але цього було аж ніяк не достатньо.
Кепське становище з краєзнавчою роботою на Сталінщині стало 1929 р. темою обговорювання на засіданні наукової колегії Всеукраїнського музейного містечка, яка ухвалила клопотати перед Всеукраїнською академією наук України про створення музею Сталінщини, скласти його статут та план розгортання музейної та виставкової діяльності. На що Упрнаукою зазначено, що музей у місті Сталіно заснований ще 1924 р. і його треба розгортати, а не засновувати новий. Було запропоновано делегувати до м. Сталіно кваліфікованих музейних працівників з Києва для ознайомлення зі станом справ на місці.
Поки йшло листування на різних рівнях та ланках державного управління про долю Сталінського окружного музею краєзнавства, на його плачевне становище звернула увагу місцева преса. Про реальний поточний стан Сталінського окружного музею краєзнавства за п'ять років свого існування була надрукована замітка в місцевій газеті «Молодой рабочий» у вересні 1929 року, яка охарактеризувала загальний стан музейного закладу: «… Музей влачит жалкое существование… Слабость музея объясняется, прежде всего, отсутствием какого либо руководства. За все время своего существования в штате музея не числилось ни одного научного сотрудника. Отсутствует самое необходимое оборудование, нет лаборатории, нет инструментов, шкафов, витрин. Органы просвещения проявляют полнейшую незаинтересованность к судьбе музея. Никто не интересуется его плачевным состоянием».
На згадану негативну публікацію відреагувала Упрнаука НКО УСРР. Своєю чергою, Управління науковими установами вимагало від Сталінського окрвиконкому та Сталінської міськради звернути увагу на неприпустиме занедбане становище музею, рекомендували виділити нарешті відповідне приміщення, ввести до штату музею принаймні двох наукових співробітників, збільшити фінансування науково-дослідницької роботи, зокрема експедицій для обстеження округи та збирання експонатів.
Загалом вже 1929 року Сталінський окружний музей краєзнавства мав у своєму складі п'ять відділів: геологічний — складався зі скам'янілостей, які були розташовані за періодами, та мав 99 зразків гірничих копалин; ґрунтовий — складався з 19 зразків ґрунтів; природознавчий — містив колекцію чучел тварин; гірничий — складався з моделей, фотографій шахт; металургійний — з моделей цехів (доменного, мартенівського тощо) та зразків продукції підприємств округи.
У червні 1929 року до м. Сталіно для реалізації культурного шефства науковою колегією Всеукраїнського музейного містечка був відряджений його директор П. П. Курінний. Всеукраїнське музейне містечко опікувалося питанням фактичної відсутності у  Сталіно реально діючого окружного музею. Основним завданням у шефській справі над Сталінщиною Всеукраїнського музейного містечка постало питання в організації постійної роботи крайового музею, який міг би вести повноцінну дослідницьку діяльність. Ставилося завдання допомогти, а фактично розробити наукову експозицію музею. Наукова колегія доручала всім завідувачам відділів музейного містечка розробити проекти планів відділів Сталінського музею краєзнавства. Також пильну увагу приділяли й кадровому питанню. Пропонувалося направляти на Донбас лекторів та запрошувати на навчання музейних працівників з м. Сталіно, допомагати методичною літературою. Був розроблений статут про спеціальний потяг «Музей–Донбас». Як результат кадрової допомоги Сталінщині, в 1930 році на недовгий термін Сталінський окружний музей краєзнавства очолила Любов Мулявка, а згодом Олександр Якубський.
У цьому ж році відбулася доволі резонансна подія, яка знищила усі напрацьовані за попередній час здобутки музею в експозиційному плані. Експозиція музею, яка займала кілька кімнат у Будинку культури, за наказом його завідувача без відома й присутності директора музею Л. Мулявки була перенесена в інші приміщення цієї будівлі. Самовільне втручання було здійснено, звісно, не фахівцями, а відтак усі експонати розмістилися у тисняві в чотирьох маленьких кімнатах. Наркомат освіти розцінив цей вчинок як кримінальний і подав матеріали до прокуратури республіки.
У червні 1930 р. була затверджена постанова Головполітосвіти про музеї в політикоосвітній роботі, в якій музеям пропонувалося так перепланувати свою діяльність, щоб вони стали базою масової політико-просвітницької роботи на основі наукового показу. Ця, по суті, вказівка отримала своє втілення в резолюції президії Сталінського міськплану до доповіді про становище та перспективи розвитку Сталінського музею від 27 листопада 1930 року. У ній були визначені основні завдання музейної діяльності, серед яких зазначалося, що одним із з головних завдань роботи Сталінського музею є відображення в експозиції історії промисловості та робітничого побуту Донбасу, показ етнографії краю. Хоча слід зауважити, що Донбас є одним із найцікавіших районів з археологічної точки зору. Визначався курс на перетворення Сталінського музею на центральний. З метою реалізації вищеназваних завдань була оголошена пропозиція все ж таки перевести музей на державне фінансування. Отже, починаючи з 1930-х років, Сталінський окружний музей краєзнавства включається в активне вивчення території Донбасу, його геології, флори, фауни та дослідження пам'яток археології.
Процес організації та становлення Сталінського окружного музею краєзнавства був найтяжчим і найтривалішим у порівнянні з усіма музеями Луганщини та Донеччини. Сталінська округа, як суто промисловий регіон, потерпала від кадрового голоду щодо фахівців гуманітарних наук, від нерозуміння місцевого керівництва, його байдужого, а часом і ворожого ставлення до проблем охорони культурної спадщини регіону. Протягом років музей доводив право на своє існування. Попри всі труднощі, цей заклад, створений завдяки ентузіастам, при відсутності регулярного фінансування все ж таки розвивався і згодом завоював популярність серед місцевого населення.
Складним виявився початковий етап становлення Сталінського окружного музею краєзнавства. Але поступово він перетворився у Донецький обласний краєзнавчий музей.
В 1950—1955 роках директором музею був Євсеєв Віктор Михайлович.

## Період Незалежності
Обласний краєзнавчий музей завжди був одним зі значущих науково-дослідних, культурно-освітніх, виставкових та видавничих центрів, не тільки нашого регіону, а й всієї України. Станом на 2014 рік фонди музею налічували близько 150 тис. одиниць зберігання. Експозиційні площі: понад 7 тис. м2. Кількість співробітників: близько 160. Кількість відвідувачів: понад 200 тисяч за рік. До складу музею входили Музей композитора С. Прокоф'єва, Меморіальний музей-садиба театрального діяча В. І. Немировича-Данченка та педагога і просвітника 19 сторіччі М. О. Корфа — пам'ятка національного значення, Великоанадольський музей лісу, музей «Музей історії ВОВ».

## Музей під час Російсько-української війни 2014 року

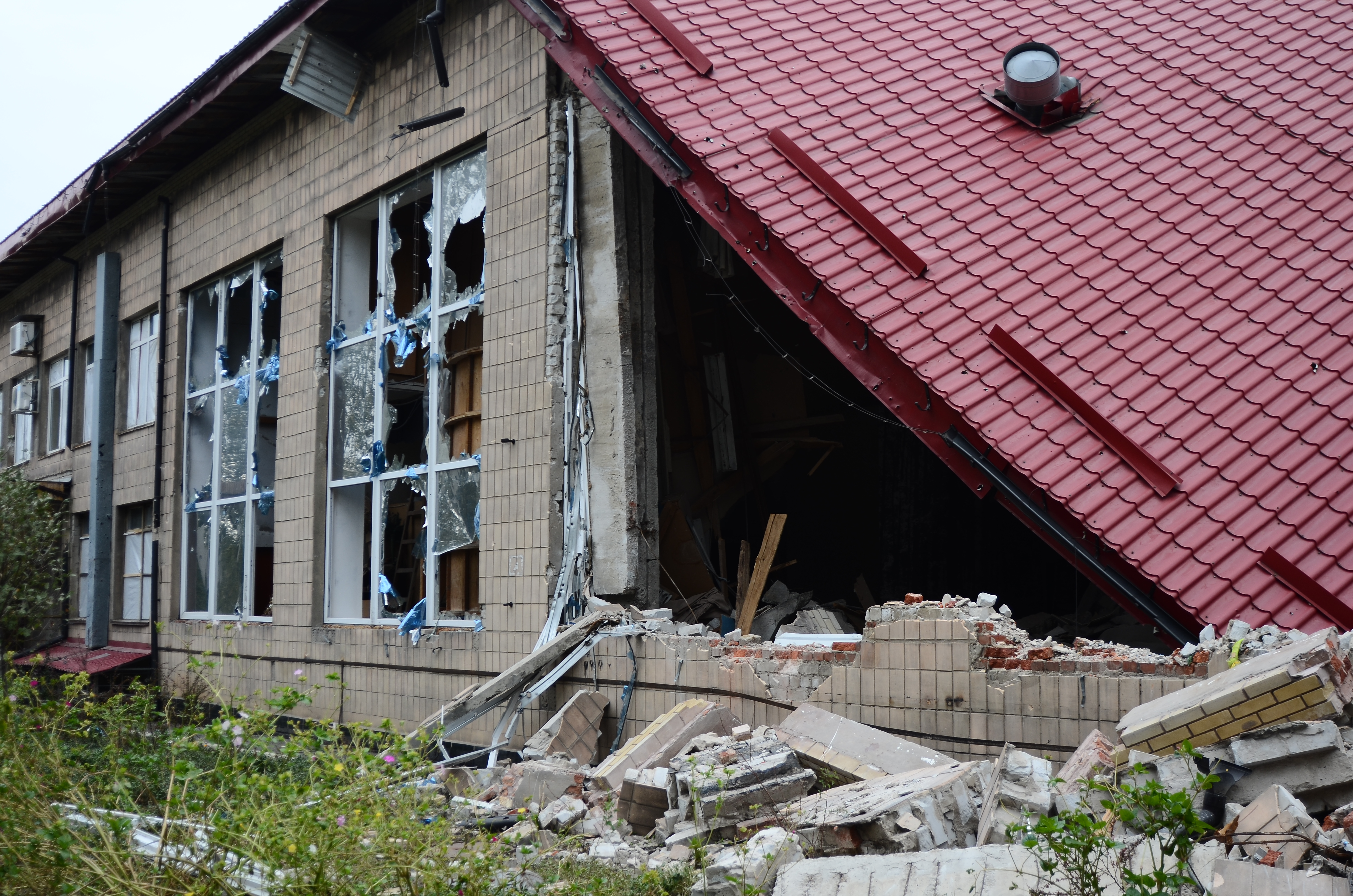
Музей після обстрілу російськими військами

Під час російсько-української війни бойовики неодноразово обстрілювали будівлю закладу. 20 серпня 2014 року росіяни зруйнували значну частину лівого крила музею, пострілами пошкодили дах та вибили шибки в приміщенні. Майже цілком була знищена зала «Рослинний і тваринний світ Донеччини», одна з найбільших в Україні діорам — «Святі гори», яка презентувала багатство флори і фауни однойменного національному парку. З 29 зал, після зруйнування бойовиками, вціліло лише 3 зали. Було пошкоджено приміщення фондосховищ — унеможливився доступ до деяких фондів. В цих приміщеннях знаходилася значна частина фондових колекцій музею, в тому числі унікальні археологічні збірки. Через бойові дії у Донецькій області майже всі фонди ДОКМу, опинилися на території захопленій російськими силами. Кількість зниклих експонатів невідома.
На території підконтрольній Україні залишилися три відділи музею: Меморіальний музей-садиба В. І. Немировича-Данченка та М. О. Корфа, Музей С. Прокоф'єва, Великоанадольський музей лісу, — на основі яких в кінці серпня 2016 року було перереєстровано Донецький обласний краєзнавчий музей. Через правові колізії та бюрократичні перепони цей процес розтягнувся на два довгих роки. В.о.генерального директора ДОКМ була Філонова Катерина Леонідівна. У жовтні 2016 року відбувся конкурс на посаду генерального директора музею. Музей очолила Світлана Миколаївна Глушко.
Проводиться науково-дослідна, науково-фондова, методична робота та робота з охорони пам'яток археології, історії та культури.